# Temă (lingvistică)
În lingvistică, tema este partea unui cuvânt formată din rădăcina sa, plus cel puțin încă un element, în afara unei eventuale desinențe.
Definirea temei nu este unitară. Bunăoară Gheorghe Constantinescu-Dobridor consideră că elementul suplimentar poate fi cel puțin un prefix sau un sufix, iar David Crystal afirmă că partea de cuvânt numită în limba engleză stem, termen corespunzător lui „temă”, poate fi formată dintr-o rădăcină (de exemplu man „om, bărbat”), din două rădăcini (ex. blackbird „mierlă”) sau dintr-o rădăcină plus cel puțin un prefix sau un sufix (ex. manly „bărbătesc”).
Tema poate fi exclusiv lexicală, de fapt un cuvânt nou format cu cel puțin un prefix sau un sufix. Printre temele lexicale sunt teme nominale și teme verbale. Cele nominale au la bază un substantiv sau un adjectiv. Astfel sunt temele copiliță, formată din substantivul copil și sufixul diminutiv -iță, bunătate (din adjectivul bun și sufixul -ătate) sau a înroși (din prefixul în-, adjectivul roșu și sufixul -i). Temele lexicale verbale se formează de la verbe, de exemplu prefăcătorie, din verbul preface și sufixele -ător + -ie.
Tema flexionară este specifică unei singure forme sau unui grup de forme ale unei părți de vorbire. De exemplu, în cazul verbului a tăcea, tăcea este tema imperfectului, tăcu – tema perfectului simplu, iar tăcuse – tema mai mult ca perfectului, formate din rădăcina tac/tăc și sufixele specifice acestor forme temporale.